# Quadrats

Joc dels quadrats.

Quadrats és un joc abstracte que es juga amb paper i llapis entre dos jugadors. L'objectiu és sumar punts creant quadrats. Es parteix d'un full quadriculat (o blanc però amb punts marcats). Cada jugador al seu torn ha de dibuixar una línia que uneixi dos punts, és a dir, ha de resseguir una línia d'una quadrícula horitzontal o vertical. Pot triar fer línies separades o seguir el dibuix de quadrats ja començats. Qui dibuixa la quarta línia de la quadrícula, tancant el quadrat, el reclama, guanya un punt i torna a tirar. L'estratègia consisteix a formar combinacions perquè l'altre es vegi obligat a fer la tercera línia d'un quadrat, de mode que un pugui tancat i repetir torn.
El joc va ser creat per Édouard Lucas el 1889 i es pot jugar amb un tauler (paper) de qualsevol mida: com més quadrícules més llarga és una partida. Han aparegut versions per a més jugadors o taulers amb formes especials que limiten els quadrats als extrems. Igualment, s'han desenvolupat versions electròniques del joc per fer partides a l'ordinador o en xarxa. Aquest joc desenvolupa la competència matemàtica.